# Údolí Moravice
Údolí Moravice este o arie protejată (arie specială de conservare — SAC, sit de importanță comunitară — SCI) din Republica Cehă întinsă pe o suprafață de 223,26 ha, integral pe uscat.

## Localizare
Centrul sitului Údolí Moravice este situat la coordonatele 49°50′45″N 17°50′38″E / 49.845833°N 17.843889°E.

## Înființare
Situl Údolí Moravice a fost declarat sit de importanță comunitară în aprilie 2005 pentru a proteja 3 specii de animale. Situl a fost protejat și ca arie specială de conservare în ianuarie 2017.

## Biodiversitate
Situată în ecoregiunea continentală, aria protejată conține 1 habitat natural: Păduri de fag Asperulo-Fagetum.
La baza desemnării sitului se află mai multe specii protejate:
- nevertebrate (2): Carabus variolosus, Euplagia quadripunctaria
- pești (1): zglăvoacă (Cottus gobio)